# Stefano d'Antonio di Vanni

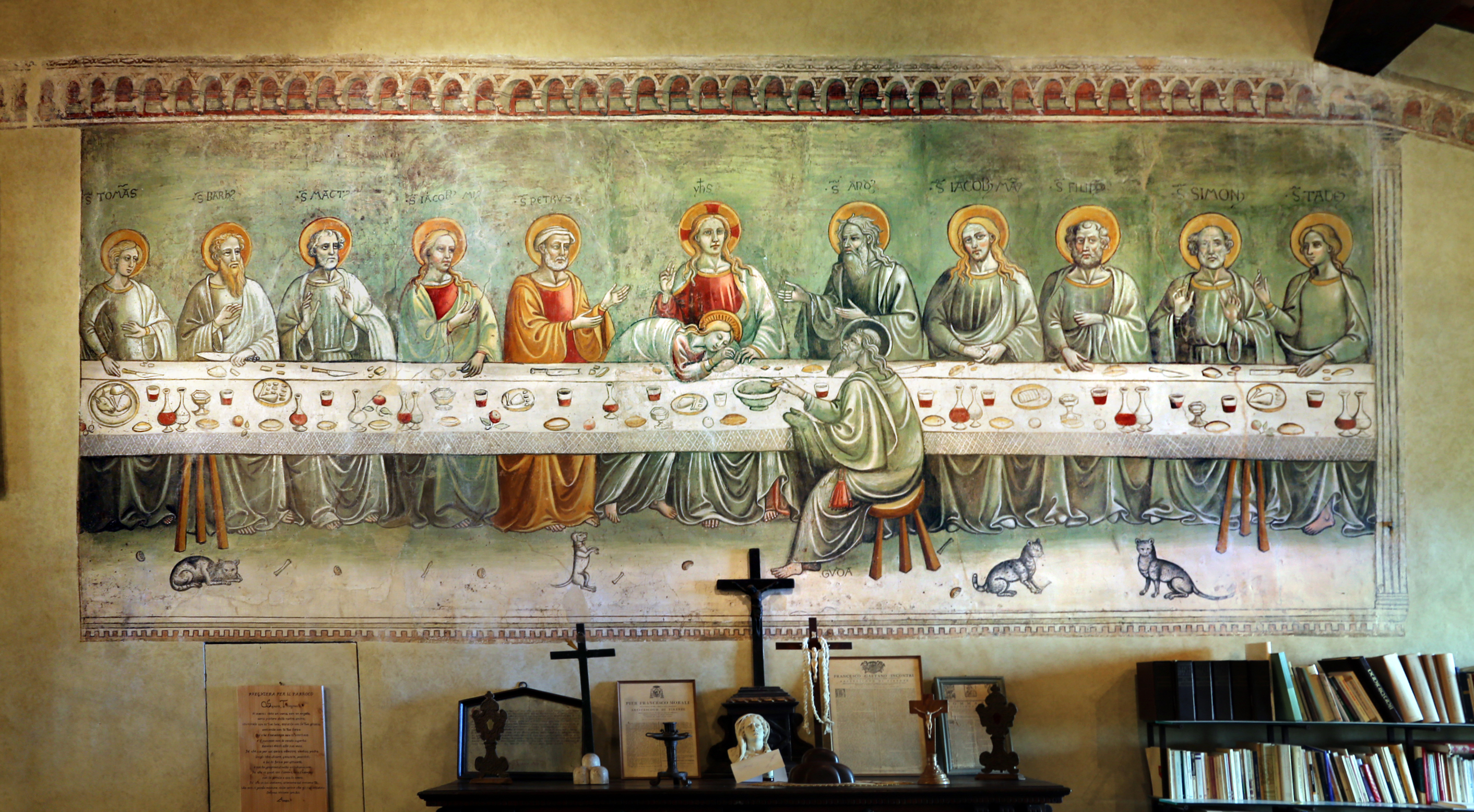
Ultima cena, pieve di Cercina

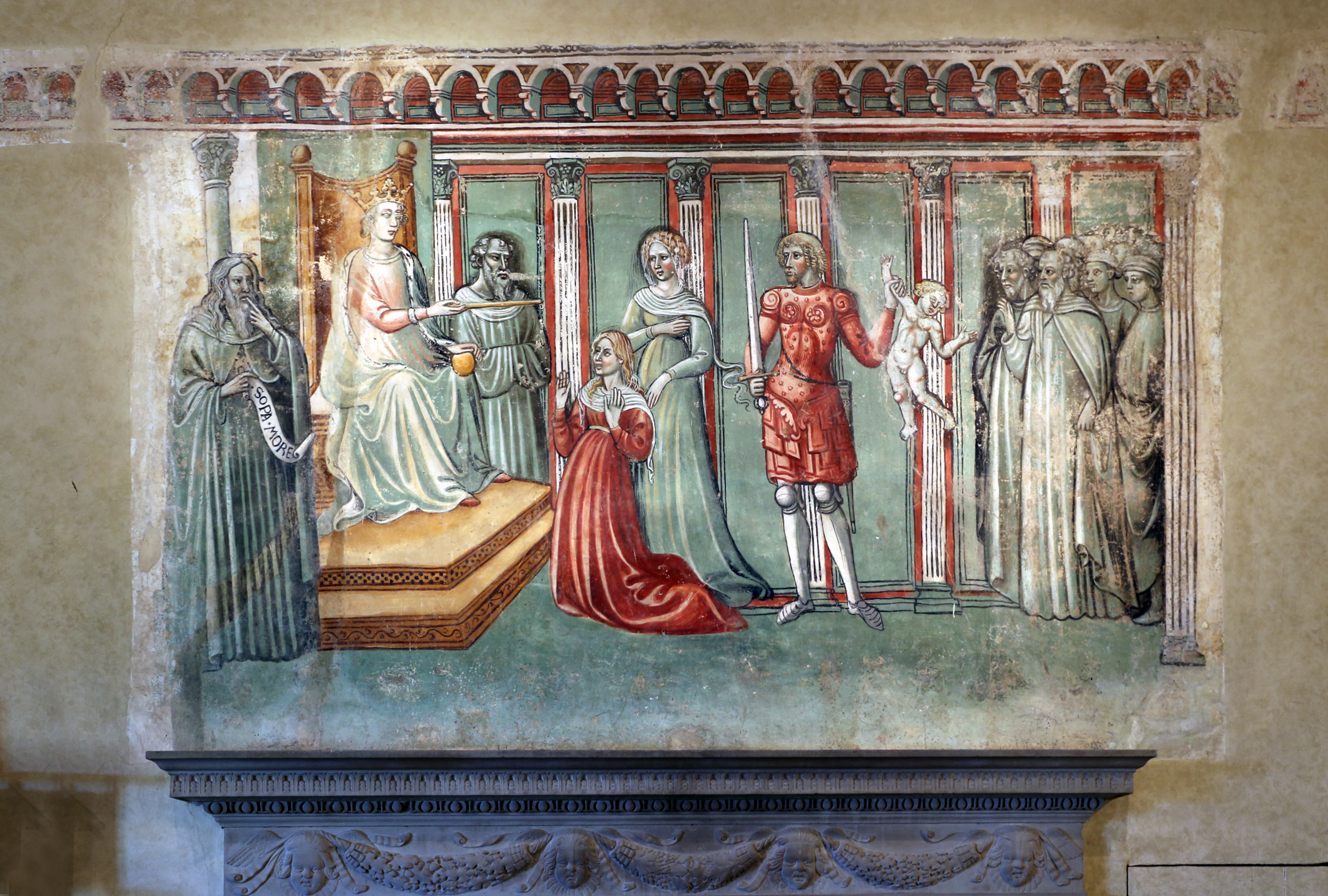
Il Giudizio di Salomone, a Cercina

Stefano d'Antonio di Vanni (Firenze?, 1405 circa – 1483) è stato un pittore italiano.

## Biografia
Si formò alla bottega di Bicci di Lorenzo e fu uno degli ultimi continuatori, a Quattrocento inoltrato, dello stile tardogotico, specializzandosi nella realizzazione di affreschi in terra verde.
Nonostante la quasi totale estraneità del suo stile alle conquiste rinascimentali, riscosse un certo successo in ambito monastico, sia a Firenze che in provincia, come dimostrano alcune sue opere rimasteci, tra le quali spiccano una serie di cenacoli, a monocromo. In particolare l'Ultima cena della pieve di Cercina (Sesto Fiorentino), considerata la sua opera più significativa, quella dell'ospedale di San Matteo, quella a San Cristoforo a Novoli e, dubitativamente, quella nella chiesa di Santa Maria a Campi Bisenzio. A Cercina, in particolare, restano diversi affreschi a lui attribuiti, tra cui un Giudizio di Salomone e un'articolata Tebaide, nelle cui ardite scelte cromatiche ricorda il ciclo di Paolo Uccello a San Miniato al Monte, pur non avventurandosi nelle soluzioni prospettiche del maestro. 
In età tarda, verso il 1470, decorò un lato del secondo chiostro della Santissima Annunziata, segno che il suo stile non era affatto confinato in una posizione defilata nel contado. 
Affreschi suoi si trovano anche a Volterra e a San Miniato, mentre le opere su tavola, non numerose, si trovano in chiese e musei, anche stranieri.